# SAF (Udine)
La Arriva Udine S.p.A. (ex Autoservizi F.V.G. S.p.A. - SAF) è una società di trasporto pubblico urbano ed extraurbano con sede a Udine, concessionaria del trasporto pubblico locale per la provincia di Udine, ed operante in tutto il territorio del Friuli-Venezia Giulia.

## Storia aziendale
L'azienda è nata nel 1995 dalla fusione di cinque società private operanti nel territorio della regione (Collavini, Rosina, Ferrari, Olivo e Autolinee Triestine) operanti sul territorio per i collegamenti con la Carnia, la Bassa Friulana, il Codroipese e il Cividalese e, da Trieste, con le attuali Slovenia e Croazia. Nel 2001, in seguito alla fusione con ATM e Saita, è diventata la titolare della concessione per il trasporto pubblico urbano di Udine fino al 31 dicembre 2010, poi prorogato sino a fine 2014. L'azienda gestisce anche il servizio urbano di Lignano Sabbiadoro, nonché le linee marittime tra Lignano e Marano Lagunare.
Il 60% di SAF è della multinazionale inglese Arriva.
Il 1º febbraio 2017 l'azienda è diventata parte del consorzio TPL FVG s.c.a.r.l.
Il 29 settembre 2020 l'azienda ha cambiato denominazione in "Arriva Udine".

## Storia del trasporto pubblico urbano di Udine
Il trasporto pubblico a Udine nasce nel 1887, con l'introduzione di due linee tranviarie a cavalli, in servizio da Piazza Vittorio Emanuele (l'attuale piazza Libertà) verso la stazione ferroviaria e Porta Venezia (oggi Piazzale XXVI Luglio). Due anni più tardi avvenne l'introduzione di una terza linea dal centro a Porta Gemona.
Nel gennaio 1908 viene introdotto il tram elettrico, e nel 1929 la prima linea automobilistica urbana.
Il secondo dopoguerra ha decretato la sospensione di tutti i servizi tranviari (1953), e nel contempo la nascita di due aziende di trasporto: la TUSA e il servizio trasporti del Comune di Udine, unificate solo il 1º gennaio 1963 con la creazione dell'ATM (Azienda Trasporti Municipali).
L'ATM ha gestito il trasporto pubblico urbano a Udine per quasi quarant'anni. Nel 1986, per prima in Italia, ha introdotto in servizio un autobus alimentato a metano.
Dal 2001 la SAF è subentrata all'ATM.

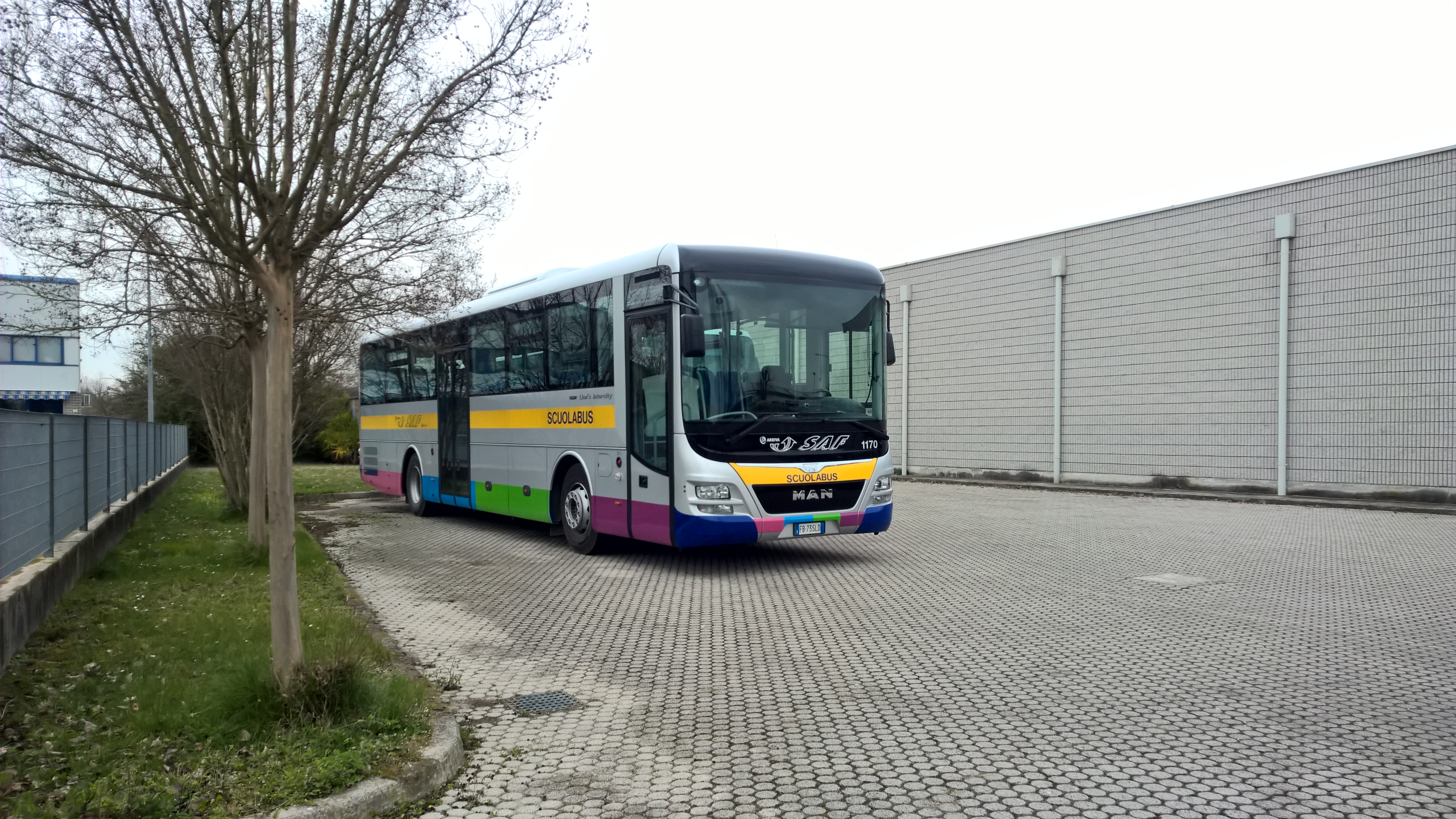
MAN Lion's Intercity SAF, per uso scolastico.
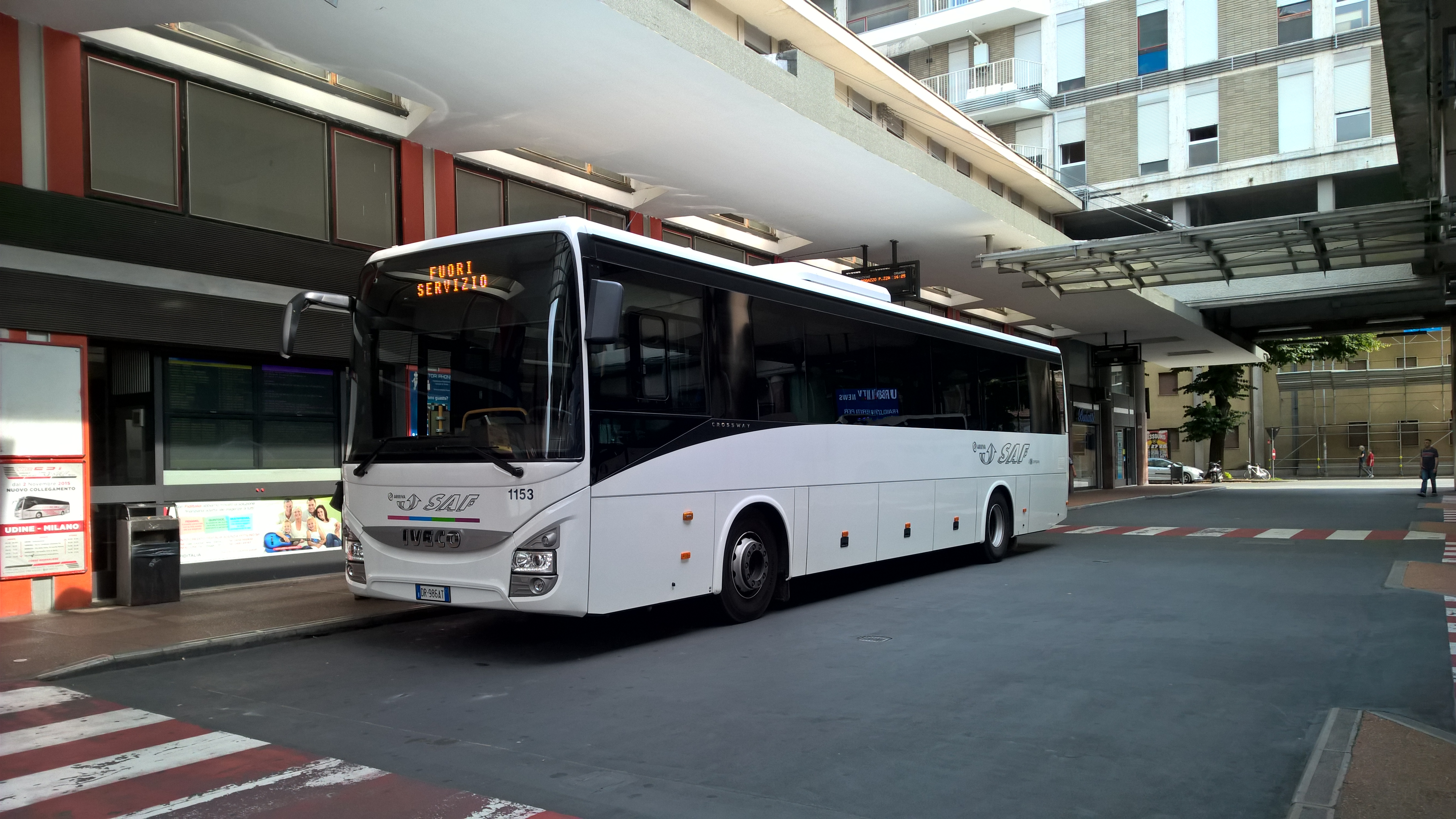
Ivecobus Crossway Pro, per uso extraurbano.
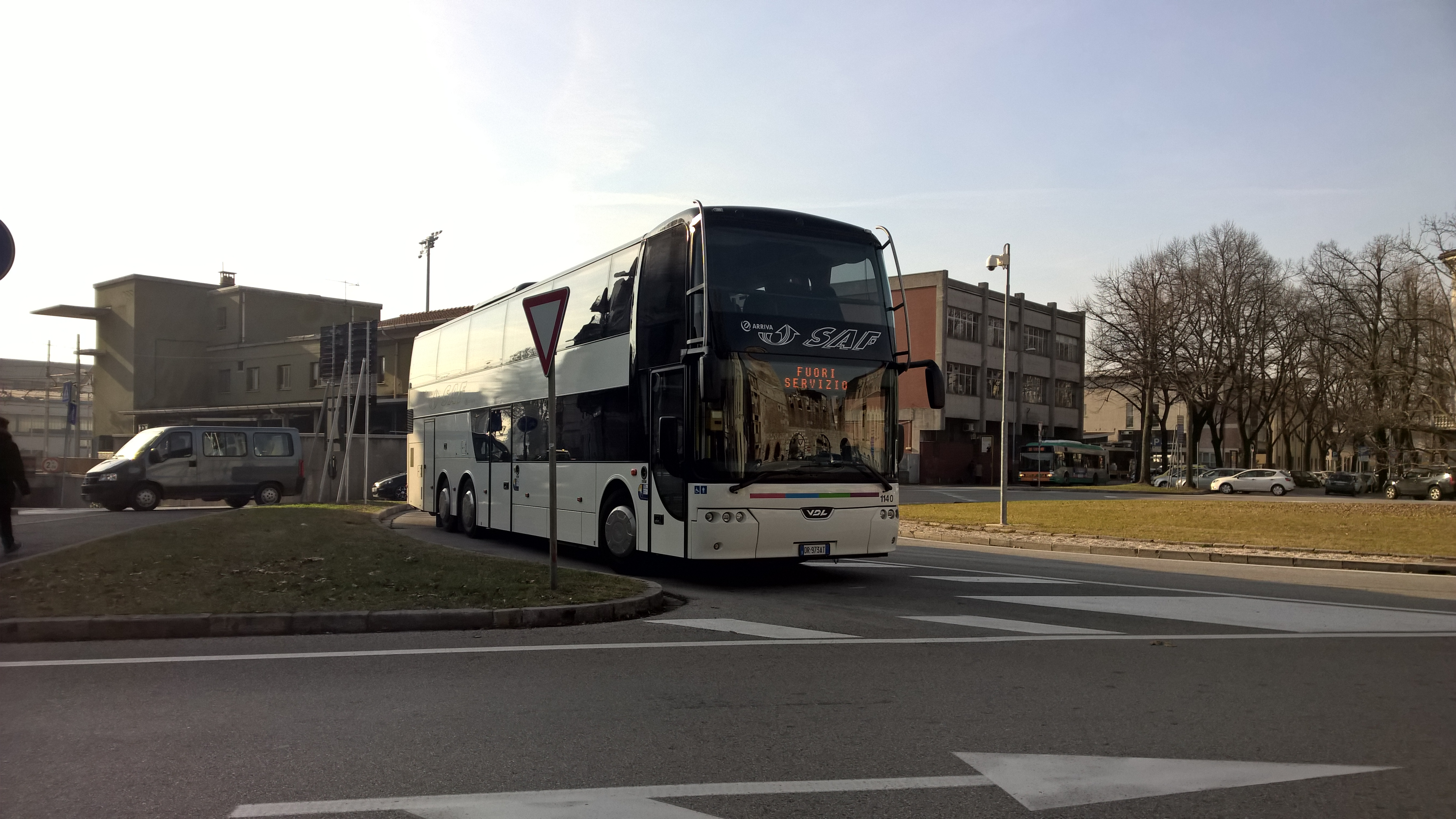
VDL Synergy, per uso extraurbano.
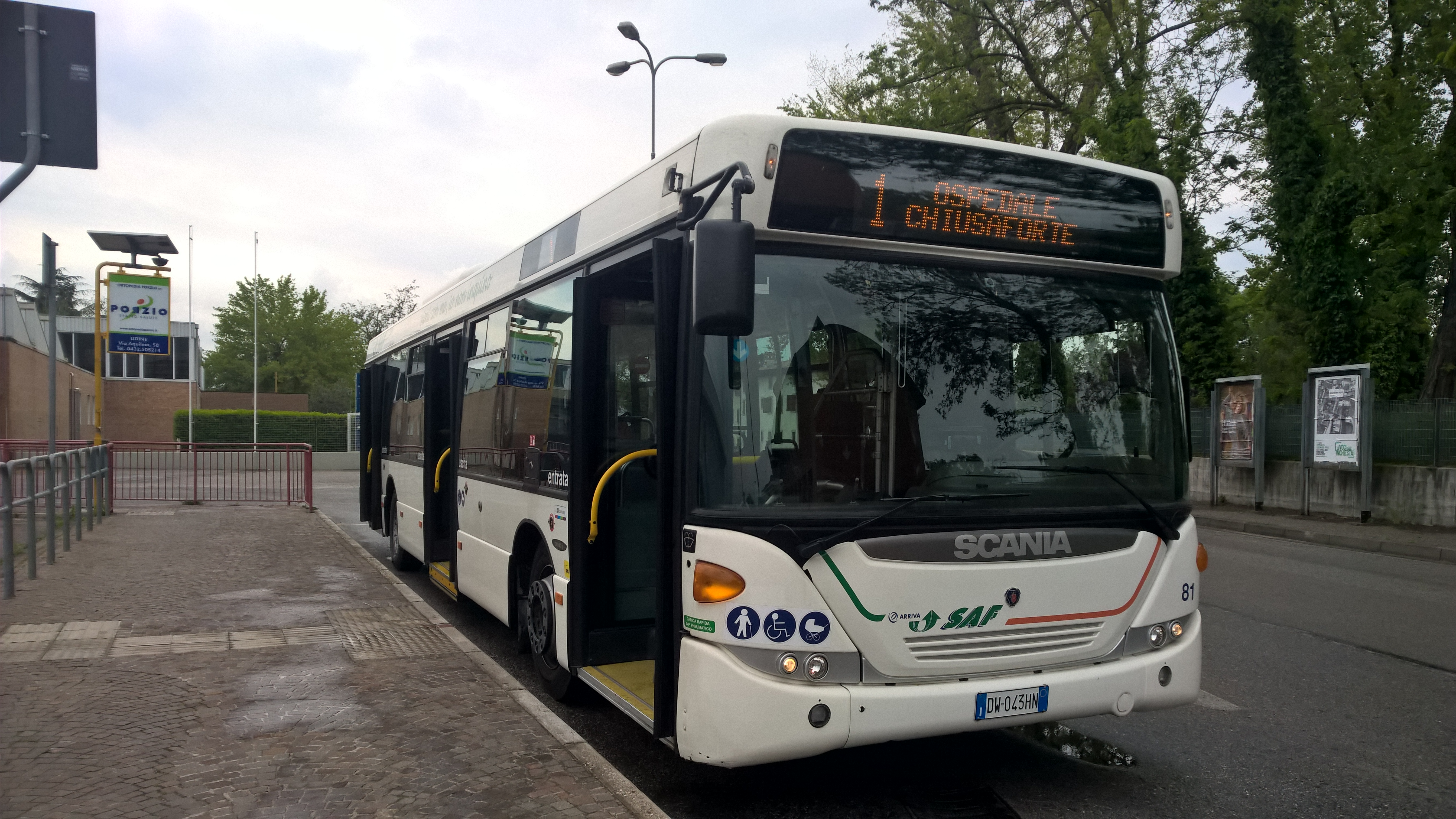
Scania Omnicity, per uso urbano.

## Servizi svolti
Nella città di Udine sono attive 11 linee urbane, 6 linee scolastiche, una linea periodica dedicata alle Manifestazioni Fieristiche, più altre linee speciali.
Il servizio extraurbano composto da 167 linee copre principalmente l'area della provincia di Udine, ma lambisce anche le province confinanti di Pordenone, Gorizia e Venezia. L'azienda svolge inoltre due tratte interregionali ovvero la linea Trieste-San Candido (BZ) e San Candido-Santo Stefano di Cadore.
Nella stagione estiva è inoltre operativo un servizio di traghetto tra Lignano Sabbiadoro e Marano Lagunare, assieme al servizio urbano a Lignano Sabbiadoro, caratterizzato da 5 linee.
La SAF svolge anche servizi turistici e servizi scuolabus in alcuni comuni della regione.

## Azionisti[6]
| Azionista                         | Quota in % |
| --------------------------------- | ---------- |
| ARRIVA Italia Srl                 | 60,00      |
| Comune di Udine                   | 21,02      |
| FRIULIA S.p.A.                    | 5,84       |
| ATAP S.p.A.                       | 6,38       |
| APT S.p.A.                        | 3,20       |
| Crédit Agricole FriulAdria S.p.A. | 2,47       |
| Provincia di Gorizia              | 1,09       |